# Giovanni Capurro
Pour les articles homonymes, voir Capurro (homonymie).
Giovanni Capurro, né le 5 février 1859 à Naples et mort le 18 janvier 1920 dans la même ville, est un poète italien, connu pour avoir coécrit avec Eduardo di Capua la chanson 'O sole mio.